# 桂文ぶん
桂 文ぶん（かつら ぶんぶん、1969年12月25日 - ）は、東京の落語家。本名∶蓮見 英俊。埼玉県志木市出身。出囃子は『さいごどん』。

## 来歴
西武台高等学校卒業。
1995年10月、三代目桂文生に入門し、「文々」となる。
1999年9月に二ツ目昇進、「文ぶん」と改名。
2010年3月に三遊亭窓輝、柳家三之助、三代目桂文雀と共に真打昇進。

## 芸歴
- 1995年10月∶三代目桂文生に入門。前座名「文々」。
- 1999年9月∶二ツ目昇進。「文ぶん」と改名。
- 2010年3月∶真打昇進。